# Caledonia (Míchigan)
Caledonia es una villa ubicada en el condado de Kent en el estado estadounidense de Míchigan. En el Censo de 2010 tenía una población de 1511 habitantes y una densidad poblacional de 414,64 personas por km².

## Geografía
Caledonia se encuentra ubicada en las coordenadas 42°47′41″N 85°31′2″O / 42.79472, -85.51722. Según la Oficina del Censo de los Estados Unidos, Caledonia tiene una superficie total de 3.64 km², de la cual 3.44 km² corresponden a tierra firme y (5.69%) 0.21 km² es agua.

## Demografía
Según el censo de 2010, había 1511 personas residiendo en Caledonia. La densidad de población era de 414,64 hab./km². De los 1511 habitantes, Caledonia estaba compuesto por el 96.82% blancos, el 0.73% eran afroamericanos, el 0.13% eran amerindios, el 0.73% eran asiáticos, el 0% eran isleños del Pacífico, el 0.6% eran de otras razas y el 0.99% pertenecían a dos o más razas. Del total de la población el 2.71% eran hispanos o latinos de cualquier raza.